# Star!
Star! ist eine 1967 aufwändig gedrehte, knapp dreistündige US-amerikanische Filmbiografie in Gestalt eines Filmmusicals von Robert Wise. Julie Andrews spielt die Hauptrolle der gefeierten angloamerikanischen Bühnenschauspielerin Gertrude Lawrence (1898–1952). Der Film kostete gut 14 Millionen Dollar und spielte in den USA nur etwa vier Millionen Dollar ein.

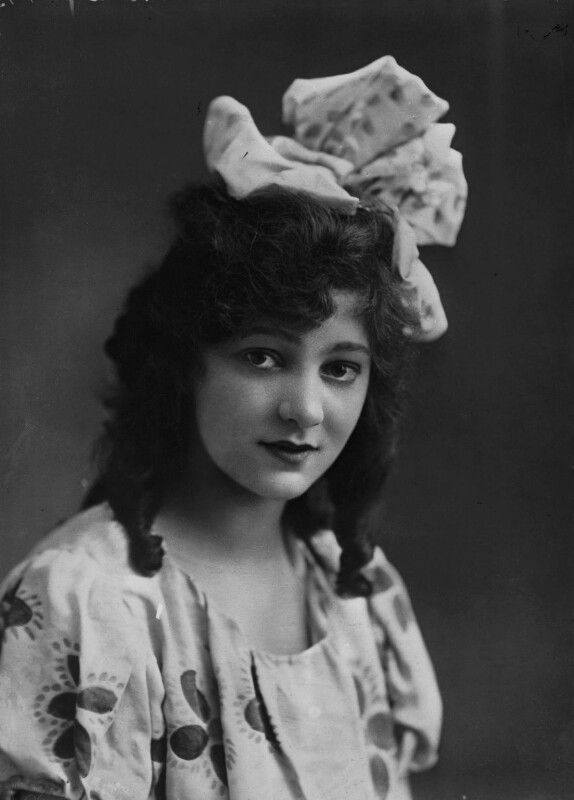
Gertrude Lawrence (1917)

## Handlung
New York, 1941. Die gefeierte britische Theaterschauspielerin Gertrude Lawrence, die gerade mit Lady in the Dark am Broadway Triumphe feiert, schaut sich eine Dokumentation über sich in Form eines Wochenschau-Zusammenschnitts an und beginnt, sich an die Anfänge ihre berauschenden Karriere zu erinnern, die vor gut einem Vierteljahrhundert begann. 1915 verlässt die 17-jährige Gertrude das Haus ihrer Mutter in Bermondsey und geht nach Brixton, um sich ihrem Vater anzuschließen. Arthur Lawrence und seine Bühnenpartnerin Rose treten zu dieser Zeit in einer schäbigen Music Hall auf. Dennoch übt diese Theaterwelt von Anbeginn eine magische Anziehungskraft auf das junge Mädchen aus, und Gertrude beschließt, sich ebenfalls auf die Bühnenbretter zu begeben. Ihr erstes Engagement führt sie als Chorsängerin in einer André-Charlot-Revue ins Londoner West End. Der um ein Jahr jüngere Nachwuchsmime und Nachwuchsautor Noël Coward, ein ausgewiesener Bonvivant und Spötter und zugleich enger Freund Gertrudes seit frühester Jugend, wird ihr treuester Begleiter und ironischer Kommentator ihrer gesamten Karriere. Lawrences Überengagement und der unbedingte Wille, das Rampenlicht für sich zu erobern, führen dahin, dass man Gertrude bereits zu Beginn ihrer noch jungen Karriere am liebsten hinauswerfen möchte. Doch in dem Inspizienten Jack Roper, der ihr Talent erkennt, findet Gertrude einen Fürsprecher. Beide verlieben sich ineinander und heiraten schließlich.
Doch diese Verbindung steht, trotz der Geburt beider Tochter Pamela, unter keinem guten Stern. Noch im schwangeren Zustand will Gertrude in Burlington Bertie auftreten und heimst damit beim Publikum großen Erfolg ein. Gertrude und Jack, das stellt sich rasch heraus, streben zu sehr in unterschiedliche Richtungen. Während Jack sich eine häusliche Gattin erhofft, die sich nun um das gemeinsame Kind kümmert, strebt Gertrude zurück auf die Bühne. In dieser Zeit lernt sie den britischen Edelmann Sir Anthony Spencer kennen, der ihr erst gute Manieren beibringt und dann den letzten gesellschaftlichen Schliff gibt, sodass sie als Lady der schicken Londoner Society reüssieren kann. Gertrude avanciert zum Liebling der Londoner Upper Class, doch als sie eines Tages vorgibt, krank zu sein und dadurch eine Charlot-Revue-Vorstellung schwänzt, wird sie gefeuert: Irgend jemand hat sie putzmunter an der Seite Sir Antonys in einem Dinner Club ausgemacht. Und wieder ist Freund Noël zur Stelle. Er überredet André Charlot, es noch einmal mit Gertrude zu versuchen und sie als Star herauszustellen. Die neue Charlot-Revue wird auch am Broadway ein Riesenerfolg, und rasch avanciert Gertrude Lawrence zum Darling der feinen New Yorker Gesellschaft. Ein Verehrer reiht sich an den nächsten, darunter auch der amerikanische Berufskollege Charles Fraser und der New Yorker Börsenmakler Ben Mitchell. Gertrude genießt es, derart begehrt zu sein, und ihre Popularität erreicht dank dem beschwingten Musical Oh, Kay! 1926 einen neuen Höhepunkt. Sie liebt aber auch ihre Freiheit, denn fest binden möchte sie sich noch immer nicht. Und so lässt sie alle drei Männer, Sir Anthony, Fraser und Mitchell, zappeln.
Bald plagen Gertrude Lawrence ernsthafte Sorgen, denn sie gibt das verdiente Geld mit vollen Händen wieder aus und steht bald am Rande des Bankrotts. Ihr flüchtiger, flatterhafte und vor allem kostspieliger Lebensstil ist das Eine, das Andere ist die wenige Zeit, die Gertrude verbleibt, um sich im ausreichenden Maße um Pamela zu kümmern. Dieses Verhalten führt rasch zur Entfremdung zwischen Gertrude und ihrer schnell reifenden, fernab von ihr lebenden Tochter. Es kommt zu einem körperlichen Zusammenbruch Gertrudes, begründet in völliger Überarbeitung. Schließlich kann Lawrence eine Privatinsolvenz verhindern und steigt mit neuen Rollen wie etwa in Cowards Tonight at 8:30 zu neuen künstlerischen Höhenflügen, Ruhm und Erfolg auf. Mit dem Stück Susan and God wagt Gertrude einen neuen Schritt: erstmals versucht sie sich nicht in einem leichtgewichtigen Stück, sondern an einem dramatischen Stoff. Dem Bühnenerfolg des Stars steht weiterhin der große Misserfolg in ihrem Verhältnis zu Pamela gegenüber: Ihre Tochter streicht kurzerhand einen geplanten, gemeinsamen Urlaub, woraufhin Gertrude übermäßig zu trinken beginnt und im stark alkoholisierten Zustand auf einer von Coward ihr zu Ehren gegebenen Überraschungsgeburtstagsfeier erscheint und alle Anwesenden beleidigt.
Unter den Attackierten befindet sich auch Richard Aldrich, ein arrivierter und gesellschaftlich anerkannter und vermögender Gentleman aus New England, der eine eigene Theatergesellschaft betreibt. Aldrich begleitet Gertrude, die nicht mehr ganz Herrin ihrer fünf Sinne ist, von der Geburtstagsparty nach Hause. Anders als all die „Höflinge“ um sie herum, die Gertrude bislang stets Honig ums Maul geschmiert haben, sagt er ihr seine ehrliche Meinung, was Gertrude zunächst sehr verletzt. Fortan wird sie so manchen Streit mit dem anständigen Richard suchen, doch der weiß stets richtig und klug zu reagieren. Gertrude nimmt sie sein Angebot an, in Aldrich’s Cape Cod Playhouse die Hauptrolle in dem Stück Skylark zu übernehmen. Die Anschlussproduktion Lady in the Dark, in der Lawrence an der Seite des noch weitgehend unbekannten Danny Kaye auftritt, wird 1941 zu einem persönlichen Triumph der Künstlerin. Gertrude Lawrence, die, nachdem Coward Aldrich als einen „sehr klugen Mann“ bezeichnet hat, weiß nun endlich, dass sie in Richard denjenigen Mann gefunden hat, den sie schon immer gesucht hatte. Jetzt endlich willigt sie ein, ihn zu heiraten.

## Produktionsnotizen

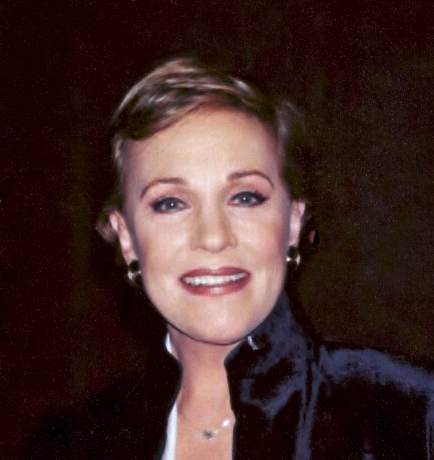
Hauptdarstellerin Julie Andrews

### Vorgeschichte
Die Idee zu diesem Film entstand unmittelbar nach Abschluss der Dreharbeiten zu dem Robert-Wise-Musical Meine Lieder – meine Träume, in dem ebenfalls Julie Andrews die weibliche Hauptrolle gespielt hatte. Sie soll angesichts der angenehmen Zusammenarbeit mit dem Filmteam sogleich zugesagt haben, mit Wise auch die nächste Musical-Großbiografie Star! zu drehen. Ihre Gage betrug eine Million Dollar.

### Produktion
Star! wurde ab dem 12. April bis zum 15. Dezember 1967 an verschiedenen Drehorten auf zwei Kontinenten gefilmt: London, Dennis und Cape Cod (Massachusetts), New York City, Los Angeles, Yorkers (New York), Mill Neck (New York) und in Antibes (Frankreich). Der Film erlebte seine Weltpremiere in London im Rahmen einer Royal Premiere am 18. Juli 1968. In Deutschland lief Star! am 11. Oktober 1968 an. Die US-Premiere fand erst elf Tage darauf, am Rivoli Theatre am Broadway in New York, statt.
Regisseur Robert Wise zeichnete auch als Herstellungsleiter verantwortlich. Saul Wurtzel übernahm die Produktionsleitung. Die Filmbauten entwarf Boris Leven, unterstützt von Walter M. Scott und Howard Bristol (Ausstattung). Die Kostüme entwarf Donald Brooks. Komponist Lennie Hayton übernahm auch die musikalische Leitung. Die zahlreichen optischen Spezialeffekte verantworteten L. B. Abbott, Art Cruickshank und Emil Kosa junior.

## Musiknummern
Folgende zwanzig Musiknummern werden gespielt, überwiegend gesungen von Julie Andrews und/oder Daniel Massey:
- 1. Ouvertüre (Medley: Star! / Someone to Watch Over Me / Jenny /Dear Little Boy / Limehouse Blues)
- 2. Star!
- 3. Piccadilly
- 4. Oh, it’s a Lovely War
- 5. In My Garden of Joy
- 6. Forbidden Fruit
- 7. N’ Everything
- 8. Burlington Bertie from Bow
- 9. Parisian Pierrot
- 10. Limehouse Blues
- 11. Someone to Watch Over Me
- 12. Dear Little Boy (Dear Little Girl)
- 13. Entr’acte – Star!
- 14. Someday I’ll Find You
- 15. The Physician
- 16. Do, Do, Do
- 17. Has Anybody Seen our Ship?
- 18. My Ship
- 19. The Saga of Jenny
- 20. Haupttitel „Star!“ (Instrumentalversion)

Weiters wurden für diesen Film Kompositionen von Kurt Weill, Cole Porter und Ira Gershwin verwendet.

## Synchronisation
| Rolle                 | Darsteller          | Synchronsprecher      |
| --------------------- | ------------------- | --------------------- |
| Gertrude Lawrence     | Julie Andrews       | Maria Körber          |
| Richard Aldrich       | Richard Crenna      | Claus Biederstaedt    |
| Sir Anthony Spencer   | Michael Craig       | Gert Günther Hoffmann |
| Noël Coward           | Daniel Massey       | Harry Wüstenhagen     |
| Charles Fraser        | Robert Reed         | Michael Chevalier     |
| Arthur Lawrence       | Bruce Forsyth       | Dietrich Frauboes     |
| Rose                  | Beryl Reid          | Tina Eilers           |
| Jack Roper            | John Collin         | Norbert Langer        |
| André Charlot         | Alan Oppenheimer    | Siegfried Dornbusch   |
| Jack Buchanan         | Garrett Lewis       | Joachim Pukaß         |
| Ben Mitchell          | Anthony Eisley      | Lutz Moik             |
| Dan                   | J. Pat O’Malley     | Erich Fiedler         |
| Gastgeberin           | Anna Lee            | Alice Treff           |
| Jerry Paul            | Damian London       | Peter Schiff          |
| Jeannie Banks         | Elizabeth St. Clair | Almut Eggert          |
| Lord Chamberlain      | Lester Matthews     | Kurt Mühlhardt        |
| Scheidungsrichter     | Seymour Green       | Paul Wagner           |
| Chamberlains Sekretär | Bernard Fox         | Klaus Sonnenschein    |
| Partygast             | Haskell Coffin      | Wolfgang Völz         |
| Diplomat              | Roger Delgado       | Erich Poremski        |

In der deutschen Fassung führt Friedrich Schoenfelder als Off-Sprecher durch das Geschehen.

## Rezeption

### Veröffentlichung und Konsequenzen
Der Film sollte sich als Kassenflop erweisen, erschien er doch zu einer Zeit, in der bereits das New-Hollywood-Kino mit seinen wichtigsten Vertretern Peter Bogdanovich, Francis Ford Coppola, Martin Scorsese und Dennis Hopper vollkommen neue Wege des Filmemachens beschritt. Star! galt als hoffnungslos antiquiert und wie aus der Zeit gefallen. Die Kritiken waren entsprechend durchwachsen, Verrisse nicht eben selten. Um zu retten was zu retten ist, wurde der Film kurz nach seiner US-Premiere vom Verleih wieder zurückgezogen und anschließend massiv umgeschnitten. Im Oktober 1969 kam Star! erneut in die US-Kinos, diesmal unter dem Titel Those Were the Days. Die Länge dieser gekürzten Fassung betrug nunmehr nur noch rund zwei Stunden.
Star! betrieb zu einem Zeitpunkt, in dem das Fernsehen den Kinosälen längst Zuschauermassen abspenstig gemacht hatte, einen unerhörten, nicht mehr zeitgemäßen Aufwand, der sich nicht amortisieren ließ. Wie das American Film Institute feststellte, gab es 24 Musicalnummern, 105 verschiedene Filmsets, und es wurden allein für Julie Andrews 114 Kostüme angefertigt. Das Fachblatt Variety erinnerte daran, dass Star! damals der achtteuerste Film in der US-Geschichte gewesen sei. Dazu kam, dass Fachleute wie die Starkritikerin Pauline Kael von The New Yorker den Machern des Films eine grundsätzliche Feindseligkeit gegenüber der historischen Lawrence unterstellte und dass zu deren „Inkompetenz auch noch Unannehmlichkeit“ hinzukäme. Newsweek verglich Star! schließlich mit einer überlangen Beerdigungszeremonie, die durchzuhalten ebenfalls nicht ganz unmöglich sei und befand, dass die meisten Lieder „mittelmäßig oder schlechter“ seien.

### Kritiken
Der Film fand bei der Kritik kaum Anklang. In der New York Times schrieb Renata Adler: „Miss Andrews, die Gertrude Lawrence spielt, zeigt sich hier nicht von ihrer besten Seite. Es gibt eine Art Konflikt zwischen ihrer besonderen Nettigkeit und Unschuld einerseits und andererseits der Haltung, die der Film, unter der Regie von Robert Wise (von ‚The Sound of Music‘), gegenüber dem Star von ‚Private Lives‘ und ‚Der König und ich‘ hat. Miss Lawrence wird als eine Art Monster dargestellt mit nichts von der Frische oder dem Glamour und Witz, die ihrem Ehrgeiz Stil verleihen würde. […] Viele der Sets sind schön, Daniel Massey agiert wunderschön als eine Art aufgewärmter Nöel Coward. […] Menschen, die Musicals im alten Stil mögen, sollten auf ihre Kosten kommen. Das sollten auch Leute sein, die Julie Andrews mögen.“ Adler zog folgenden Schluss: „Aber Leute, die Gertrude Lawrence mochten, sollten besser bei ihren Plattensammlungen und Erinnerungen bleiben.“
Variety befand: „Julie Andrews’ Darstellung hängt bisweilen zwischen den musikalischen Nummern durch, aber die Besetzung und das Team der gefürchteten technischen Mitarbeiter haben dazu beigetragen, eine erfreuliche Hommage an einen der am bewundertsten Stars des Theaters zu gestalten. Es gibt eine faszinierende Nacherzählung von Lawrences spektakulären Aufstieg zum Showbiz-Ruhm und auch einen fein säuberlich beobachteten Hintergrund einer Epoche, die mittlerweile verschwunden ist.“
Der Movie & Video Guide verortete einerseits bei diesem Film ein „Durcheinander“ bzw. „Effekthascherei“, andererseits seien einige Tanz- und Musiknummern dieser „Mammutproduktion“ es wert, angeschaut zu werden. Fazit: „Julie bemüht sich, kommt aber nie so recht rüber“ und „Daniel Massey ist zwar amüsant aber auch affektiert als Noël Coward“, der in Wirklichkeit Masseys Taufpate gewesen sei.
Im Lexikon des Internationalen Films heißt es: „Porträt einer englischen Sängerin aus ärmlichen Verhältnissen, die sich zum Star der Music-Halls hocharbeitet. Der internationale Erfolg belastet jedoch ihr Privatleben. Aufwendiger, überlanger Unterhaltungsfilm mit vielen Varieté-Einlagen, der die Probleme, die er aufwirft, selbst nicht ernst nimmt.“
Halliwell’s Film Guide verortete bei Star! Elephantiasis, die ihren „Patienten ruiniert“. Fazit: „Im alten Hollywood-Stil wäre das Ganze mit einem schmaleren Budget sogar besser geworden, aber leider würde sich auch dann der Star des Films noch immer mit den besoffenen Streitszenen unbehaglich fühlen.“
In Time Out ist zu lesen: „Julie Andrews wurde mit allem verglichen, von einer gekünstelt charmanten Flugbegleiterin bis hin zu einem gestrickten Überzug für eine Toilettenrolle, aber ein Vergleich ist ihr bislang erspart geblieben – vor allem seit Star! – der mit Gertrude Lawrence. Dennoch verdient Wises Filmbiografie kaum die rüde Behandlung, die es von den meisten Kritikern und Publikum erhielt, die von der Werbung des Studios verführt worden waren, einen weiteren Sound of Music zu erwarten. Dies war ein viel ehrgeizigeres Projekt; es ging nach hinten los, aber es ging mit einer gewissen Ehre nach hinten los.“

### Auszeichnungen
Star! erhielt eine Fülle von Nominierungen, wurde jedoch kaum ausgezeichnet. Vor allem bei der Oscar-Verleihung 1969 galt Star! als der große Verlierer. Nominiert waren:
- Daniel Massey in der Kategorie Bester Nebendarsteller
- Ernest Laszlo in der Kategorie Beste Kamera
- Boris Leven, Walter M. Scott und Howard Bristol in der Kategorie Beste Filmarchitektur.
- Donald Brooks für die besten Kostüme
- Jimmy Van Heusen und Sammy Cahn für das beste Filmlied Star!
- Lennie Hayton für die Beste Filmmusik.

Etwas erfolgreicher war der Film bei der Verleihung der Golden Globe Awards im selben Jahr. Hier wurde
- Daniel Massey als Bester Nebendarsteller ausgezeichnet. In der Kategorie Bester Nachwuchskünstler erhielt er gleichfalls eine Nominierung, musste sich aber gegenüber Leonard Whiting (Romeo in Romeo und Julia) geschlagen geben. Auch
- Julie Andrews kam über eine Nominierung in der Kategorie Beste Hauptdarstellerin nicht hinaus.

Bei den WGA-Awards, die eine Auszeichnung für das Beste Drehbuch vergeben, erhielt
- William Fairchild eine Nominierung.